# Carl Wachtmeister (1823–1871)
Carl Wachtmeister, född 21 april 1823 i Stockholm, död 14 oktober 1871 i Stockholm, svensk greve, diplomat, politiker och utrikesstatsminister 1868–1871.

## Biografi
Wachtmeister var äldste son till generaladjutanten, greve Carl Johan Wachtmeister och Francèse Louise von Rehausen. Han avlade kansliexamen vid Uppsala universitet och anställdes 1843 som attaché vid ambassaden i Bryssel. År 1847 utnämndes han till andre sekreterare vid kabinettet för utrikes brefväxlingen (dagens utrikesdepartement). Nu följde ett antal år utrikes som svensk diplomat. Först, från 1850, såsom chargé d'affaires och generalkonsul i Italien. Därefter följde en tjänst som envoyé i Danmark från 1858, envoyé i Konstantinopel från 1861, envoyé i Storbritannien oktober 1861 och slutligen åter envoyé till Danmark 1865. Efter att Ludvig Manderström avgick som utrikesstatsminister fick Carl Wachtmeister denna plats och besatt den till sin död.
Wachtmeister gifte sig 1863 i London med sin syssling Constance Wachtmeister, född de Bourbel de Monpinçon (1838–1910), och de fick en son, tonsättaren Axel Raoul Wachtmeister (1865–1947). Makarna Wachtmeister är tillsammans med sonen gravsatta i familjegraven på Norra begravningsplatsen utanför Stockholm.

## Utmärkelser

### Svenska utmärkelser
- Riddare och kommendör av Kungl. Maj:ts Orden (Serafimerorden), 29 juli 1869.[4]
- Kommendör med stora korset av Nordstjärneorden, 28 oktober 1864.[4]
- Kommendör av Nordstjärneorden, 26 maj 1859.[4]
- Riddare av Nordstjärneorden, 13 mars 1852.[4]

### Utländska utmärkelser
- Riddare av Danska Elefantorden, 28 juli 1869.[4]
- Storkorset av Danska Dannebrogorden, 30 juli 1861.[4]
- Dannebrogsmännens hederstecken, 10 juni 1868.[4]
- Kommendör av Norska Sankt Olavs orden, 24 augusti 1860.[4]
- Riddare av Norska Sankt Olavs orden, 25 september 1856.[4]
- Riddare av Nederländska Lejonorden, 1848.[4]